# Ishinomaki
Ishinomaki (jap. 石巻市 Ishinomaki-shi) – miasto w Japonii (prefektura Miyagi), na wyspie Honsiu (Honshū), nad Oceanem Spokojnym. 
Ma powierzchnię 554,55 km². W 2020 r. mieszkało w nim 140 151 osób, w 56 624 gospodarstwach domowych  (w 2010 r. 160 826 osób, w 57 796 gospodarstwach domowych) .
Ishinomaki jest drugim co do wielkości miastem w prefekturze Miyagi. Składa się z dużego obszaru śródmieścia i rozległego obszaru wiosek rybackich i społeczności rolniczych, które tworzą miasto jako całość.

## Położenie
Miasto leży w południowej części prefektury nad Oceanem Spokojnym. Graniczy z miastami:
- Higashi-Matsushima
- Tome.

## Gospodarka
W mieście rozwinął się przemysł spożywczy, celulozowo-papierniczy, petrochemiczny oraz maszynowy.

## Historia
Miasto otrzymało rangę jednostki administracyjnej -shi (市) w 1933 roku.

## Transport

### Kolejowy
- Japońska Kolej Wschodnia
  - Linia Ishinomaki
  - Linia Senseki

### Drogowy
- Autostrada Sanriku
- Drogi krajowe nr 45, 108, 348.